# Mableton
Mableton ist  eine City im Cobb County im US-Bundesstaat Georgia mit 40.834 Einwohnern (Stand: Volkszählung 2020).

## Geographie
Mableton grenzt an die Städte Austell und Smyrna und liegt rund 10 km südlich von Marietta sowie westlich von Atlanta. Das Stadtgebiet wird von der Interstate 20, vom U.S. Highway 78 sowie von den Georgia State Routes 5 und 139 durchquert bzw. tangiert.

## Demographische Daten
Laut der Volkszählung von 2010 verteilten sich die damaligen 37.115 Einwohner auf 13.409 bewohnte Haushalte, was einen Schnitt von 2,76 Personen pro Haushalt ergibt. Insgesamt bestehen 15.047 Haushalte.
70,5 % der Haushalte waren Familienhaushalte (bestehend aus verheirateten Paaren mit oder ohne Nachkommen bzw. einem Elternteil mit Nachkomme) mit einer durchschnittlichen Größe von 3,28 Personen. In 40,5 % aller Haushalte lebten Kinder unter 18 Jahren sowie in 16,7 % aller Haushalte Personen mit mindestens 65 Jahren.
29,9 % der Bevölkerung waren jünger als 20 Jahre, 30,2 % waren 20 bis 39 Jahre alt, 27,9 % waren 40 bis 59 Jahre alt und 12,0 % waren mindestens 60 Jahre alt. Das mittlere Alter betrug 35 Jahre. 48,4 % der Bevölkerung waren männlich und 51,6 % weiblich.
45,6 % der Bevölkerung bezeichneten sich als Weiße, 39,5 % als Afroamerikaner, 0,7 % als Indianer und 2,2 % als Asian Americans. 9,1 % gaben die Angehörigkeit zu einer anderen Ethnie und 3,0 % zu mehreren Ethnien an. 18,5 % der Bevölkerung bestand aus Hispanics oder Latinos.
Das durchschnittliche Jahreseinkommen pro Haushalt lag bei 56.917 USD, dabei lebten 15,8 % der Bevölkerung unter der Armutsgrenze.

## Söhne und Töchter von Mableton
- Roy Barnes (* 1948), Politiker
- Tekele Cotton (* 1993), Sportler
- Lil Yachty (* 1997), Musiker